# Patentverwertung
Als Patentverwertung bezeichnet man die erfolgreiche Verwertung geistigen Eigentums (Intellectual Property).
Bei der Patentverwertung gibt es zwei Formen:
- Lizenzierung: Bei der Vergabe einer Lizenz verkauft der Eigentümer seine Patentrechte über einen gewissen Zeitraum. Der Käufer besitzt in dieser Zeit die in der Lizenzvergabe abgesprochenen Rechte am Patent. Dennoch bleibt der Erfinder als Urheber eingetragen und kann das Patent weiterhin verwerten.
- Verkauf: Beim Verkauf des Patents werden alle Rechte an den Käufer übertragen. Der Eigentümer verliert jeglichen Anspruch, während es dem Käufer nach dem Verkauf frei steht, das Patent zu nutzen und auszubauen. Verkaufsgegenstand kann neben einzelnen Patenten auch ein komplettes Patentportfolio oder ein ganzes Unternehmen sein.[1]

Über die rechtlichen Details zum Thema Patente informieren Rechtsanwälte oder Patentanwälte. Nach einer speziellen Ausbildung hat dieser das Recht Unternehmen über rechtliche Möglichkeiten zu beraten und vor Gericht in Patentstreitigkeiten zu vertreten.
Neben der Vermarktung bzw. Verwertung von Patenten gibt es auch die Möglichkeit der Verwertung von Marken. Auch hier gibt sowohl die Möglichkeit des Verkaufs der Marke als auch der Lizenzierung.
Patentverwertungsagenturen werden für die Verwertung von Patenten eingesetzt.